# Payerhütte
Die Payerhütte, vollständiger Name Julius-Payer-Hütte (italienisch Rifugio Julius Payer), ist eine Schutzhütte in Südtirol. Sie befindet sich am Ortler auf einer Höhe von 3029 m s.l.m.

## Lage
Die Payerhütte steht auf dem Tabarettakamm in den Ortler-Alpen in Südtirol (Italien). Der im Nationalpark Stilfserjoch unter Schutz gestellte Tabarettakamm führt vom Ortler Richtung Norden und trennt das Suldental im Osten vom Trafoital im Westen, die beide Teil der Gemeinde Stilfs sind. Der nächstgelegene Gipfel ist etwas südlich der Hütte die Tabarettaspitze, an der der Normalweg zum Ortler von der Payerhütte aus vorbeiführt.

## Geschichte

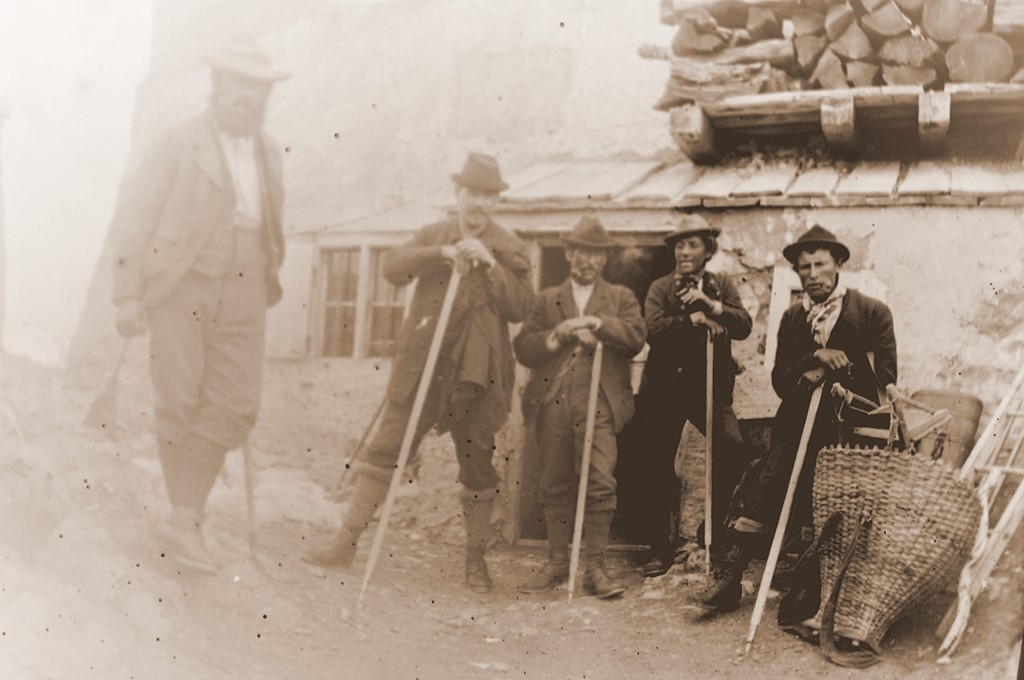
Wiener Bergsteiger mit Bergführer auf der Payerhütte am 23. Juli 1891

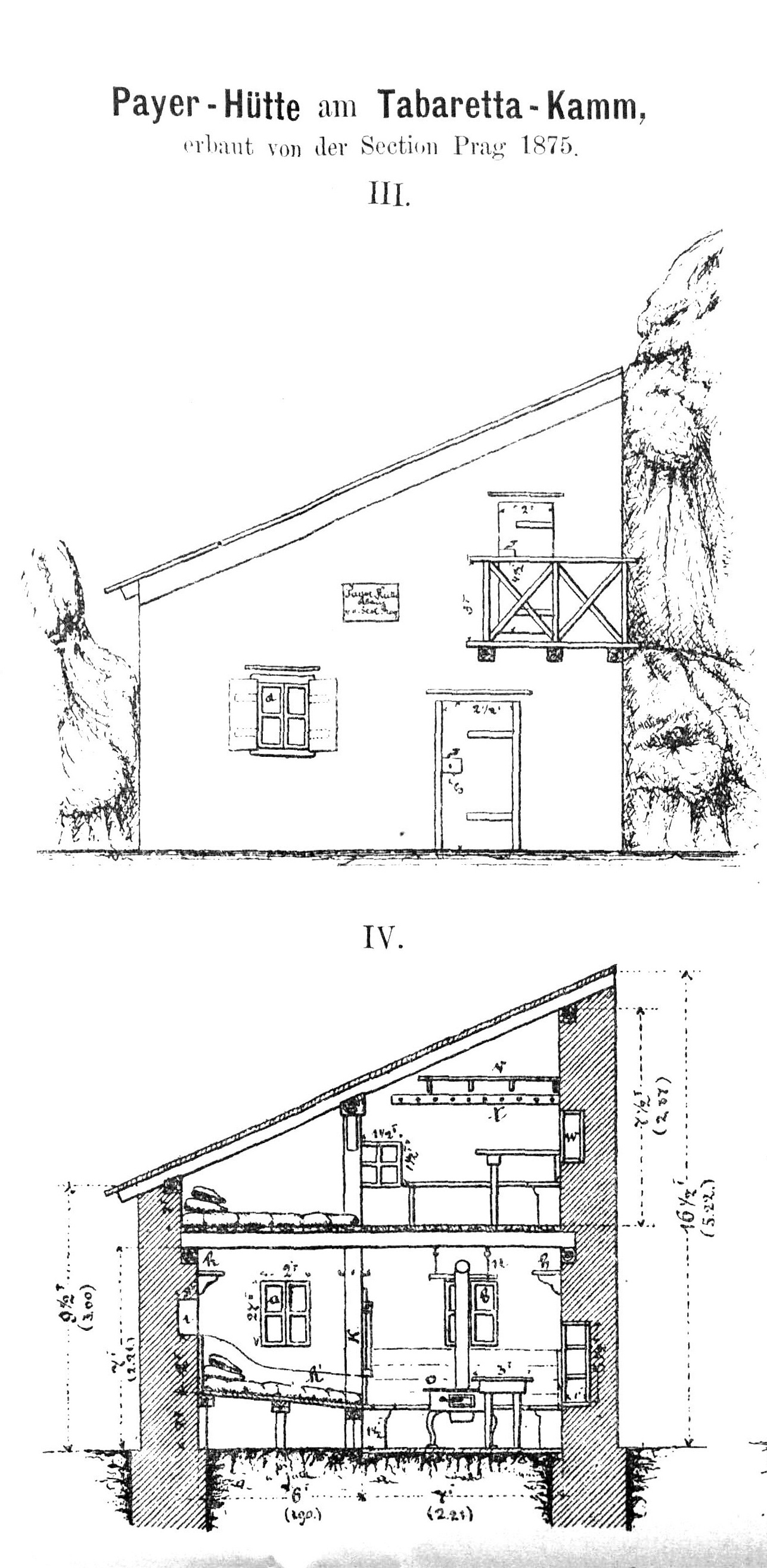
Entwurfszeichnung der Payerhütte von Johann Stüdl

Der Bau einer Schutzhütte an dieser Stelle wurde bereits 1870 bei der ersten Generalversammlung des Deutschen Alpenvereins besprochen. 1874 unternahmen die Sektion Leipzig und die Sektion Prag des Deutschen und Österreichischen Alpenvereins erste Bemühungen zur Errichtung der Hütte, schließlich begann im Jahr 1875 jedoch die Sektion Prag allein mit dem Bau. Es wurde ein Weg von Trafoi aus zum Bauplatz errichtet, über den sämtliches Material hinaufgetragen werden musste. Bereits am 6. September 1875 wurde das Schutzhaus (im Rahmen einer drei Tage dauernden Zusammenkunft) eingeweiht und, ergänzt durch Ausführungen des Obmanns der Sektion Prag, Johann Stüdl (1839–1925), nach Julius Payer (1841–1915), dem Entdecker des über die Payerhütte führenden Normalwegs auf den Ortler, benannt. Diese erste kleine Hütte bot bis zu 30 Personen Unterschlupf. Bereits 1876 wurde sie um ein Holzlager erweitert und der Steig von Sulden aus wurde ausgebaut. Die nun leichter zugängliche Hütte wurde schon 1877 von 135 Bergsteigern besucht, im Jahr darauf wurde sie ausgebaut. Doch 1885 war die erste Payerhütte bereits zu klein, sodass durch einen Neubau die Schlafplätze verdoppelt wurden. Ab 1887, ein Jahr später als vorgesehen, wurde das Haus bewirtschaftet. 1892 bis 1894 erfolgte der nächste Zubau. 1899 waren bereits über 1000 Personen in der Payerhütte zu Gast. Ab 1901 wurde sie täglich von Sulden aus mit Post versorgt. Von 1906 bis 1907 errichtete man ein großes zusätzliches Schlafhaus, die heutige Hütte. Diese verfügte damals über 80 Schlafplätze und ab 1911 sogar über einen Telefonanschluss.
Während des Gebirgskriegs diente die Payerhütte als Stützpunkt des österreichischen Militärs, das 1916 eine Materialseilbahn von Sulden aus errichtete. Von hier aus wurde die höchstgelegene Stellung dieses Krieges, jene am Ortlergipfel, versorgt. Nach dem Krieg wurde die Hütte durch den italienischen Staat enteignet und fiel an die Sektion Mailand des CAI. Während des Zweiten Weltkriegs kam es zu zwei Jahren ohne Bewirtschaftung, 1947 brannte der mittlere Teil der Hütte ab, sodass alle dort befindlichen Wirtschaftsräume nun im Schlafhaus untergebracht werden mussten. Der bereits damals problematische Gletscherschwund machte 1949 den Bau eines Wasserreservoirs nötig. Seit 1965 gibt es bei der Hütte auch einen Hubschrauberlandeplatz.
Zusammen mit 24 weiteren vom Staat enteigneten Schutzhütten ging die Payerhütte 1999 in das Eigentum der Autonomen Provinz Bozen – Südtirol über; mit Jahresende 2010 lief die Konzession zu deren Führung durch den CAI aus. Seit 2015 wird das Land Südtirol bei der Verwaltung der Hütte (Vergabe an Pächter, Überwachung der Führung, Sanierungsmaßnahmen) durch eine paritätische Kommission unterstützt, in der neben der öffentlichen Hand auch der AVS und der CAI vertreten sind.

## Aufstieg
Von Sulden: Mit dem Langenstein-Lift von Sulden hinauf. Dann auf markiertem, zunächst flachen steinigem Weg zum steilen Aufstieg zur Tabarettahütte. Von der Tabarettahütte hinauf zur Bärenkopfscharte und weiter auf dem ausgesetzten Grat zur Payerhütte (Gesamtgehzeit 3 bis 4 Stunden). Alternativ besteht die Option, den schweren Tabaretta-Klettersteig (E) zur Tabarettaspitze und dann kurz weiter zur Payerhütte zu begehen.
Von Trafoi: Von der Straße am unteren Ende des Dorfes hinunter zum Fluss, über eine Brücke, dann im Wald auf Serpentinen dem ausgeschilderten Steig Nr. 19 hinauf folgen. Dabei wird die aufgelassene Edelweißhütte kurz unterhalb der Payerhütte passiert. Die Gehzeit beträgt etwa 3–4 Stunden.
Der ehemalige Aufstieg über die Berglhütte und den Verbindungsweg Nr. 18 ist aufgrund des oberhalb dieses Weges liegenden Gletscherabbruchs massiv von Steinschlag bedroht und seit einigen Jahren offiziell gesperrt.

## Touren von der Payerhütte

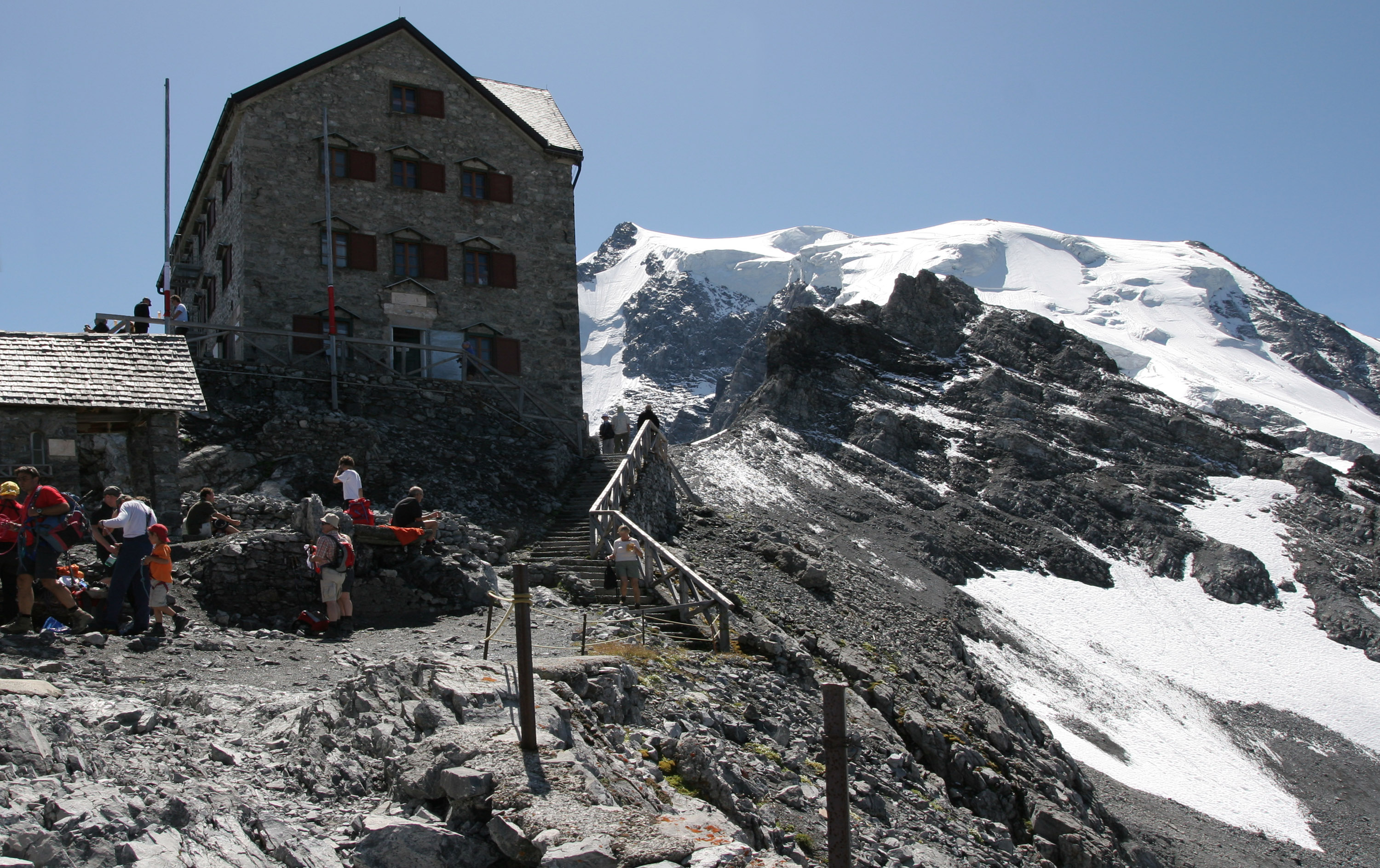
Payerhütte vor dem Ortler (rechts)

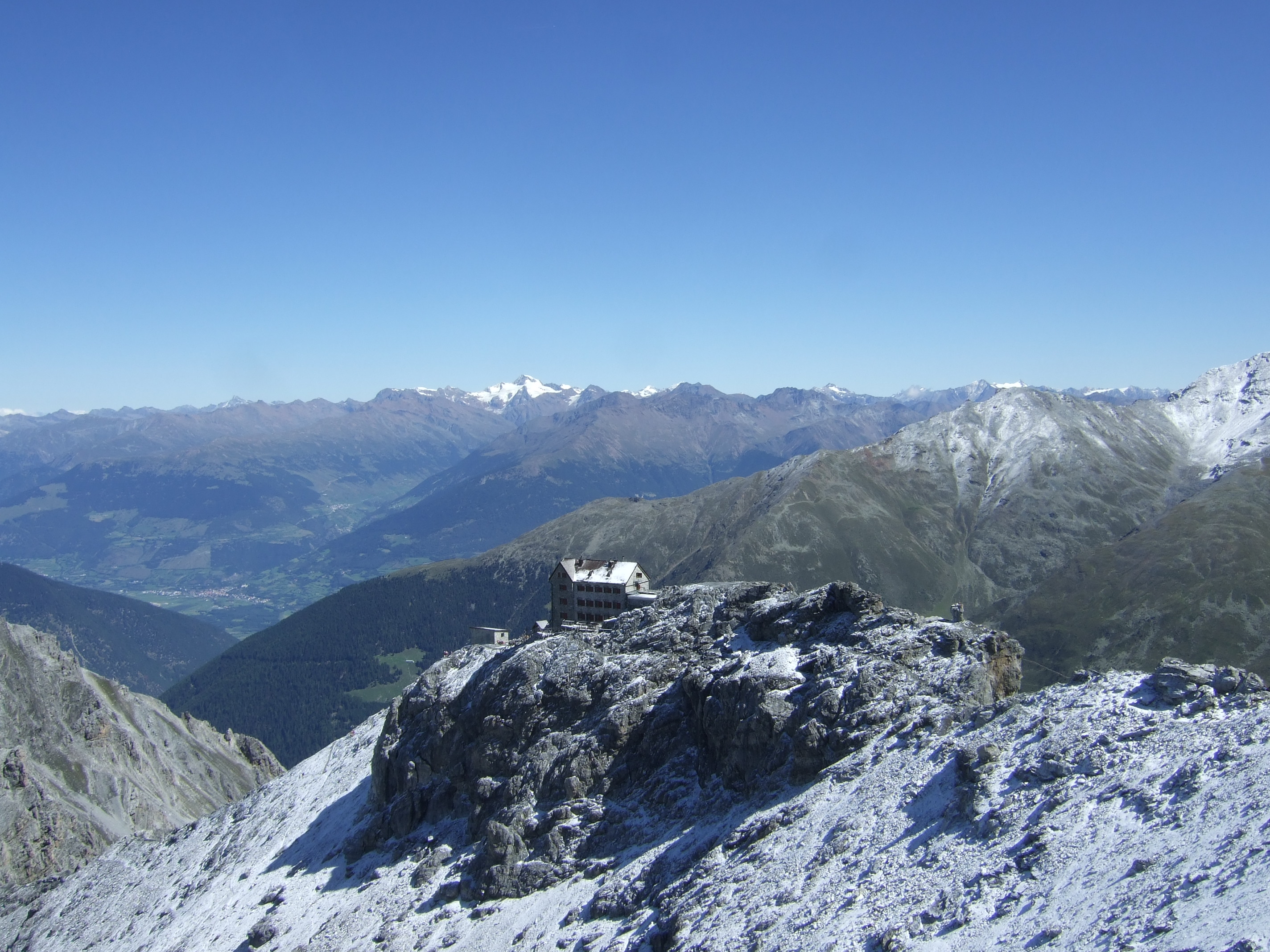
Payerhütte mit Neuschnee

- Ortler (3905 m, Gehzeit ca. 4 Stunden)
- Langensteinlift (2330 m, Gehzeit 2½ bis 3 Stunden)
- Sulden (1900 m, Gehzeit 3½ bis 4 Stunden)
- Trafoi (1500 m, Gehzeit 4 Stunden)

## Übergang zu anderen Hütten
- Tabarettahütte (2556 m, Gehzeit 1½ Stunden)
- Berglhütte (2188 m, Gehzeit 2½ Stunden)
- Schaubachhütte (2581 m, Gehzeit 3½ bis 4 Stunden)
- Hintergrathütte (2661 m, Gehzeit 5½ Stunden)

## Karten und Literatur
- Tabacco, Blatt 08: Ortlergebiet – Ortles – Cevedale (1:25.000)[6]
- Wolfgang Jochberger: 125 Jahre Julius-Payer-Hütte. o. O. 2000
- Die Einweihung der Payerhütte. Nach dem Berichte eines Festtheilnehmers. In: Mitteilungen des Deutschen und Österreichischen Alpenvereins, Band 1/1875, S. 201–206. (Online bei ALO).
- Karin Ortler: Die Julius-Payer-Hütte. 150 Jahre alpine Gastfreundschaft am Ortler. Neumarkt an der Etsch: Effekt! 2025, ISBN 979-1-255-32087-6.